# أنطون هيدا
أنطون هيدا (Anton Heida) هو لاعب أولمبي لرياضة الجمباز من الولايات المتحدة. شارك في الأولمبياد الصيفي في 1904، وفاز بما مجموعه 6 ميداليات.

## الميداليات
| ذهب | فضة | برونز | المجموع |
| 5   | 1   | 0     | 6       |

## روابط خارجية
- أنطون هيدا على موقع اللجنة الأولمبية الدولية (الإنجليزية)
- أنطون هيدا على موقع أوليمبيديا (الإنجليزية)